# Всеукраїнський театральний Фестиваль-Премія ГРА
Всеукраїнський театральний Фестиваль-Премія «ГРА» («GRA» («Great Real Art»)) - це культурно-мистецький захід, заснований Національною спілкою театральних діячів України (НСТДУ) у 2018 році з метою відзначення найбільш визначних творчих досягнень у галузі театрального мистецтва. Проводиться на конкурсній основі один раз на рік за підсумками минулого календарного року. За результатами фестивалю присуджується Премія. Директором фестивалю є Богдан Струтинський.

## Про фестиваль-премію ГРА
Головна мета фестивалю-премії – популяризація національного театрального мистецтва в усіх його жанрах, стилях і формах, визначення провідних тенденцій та стимулювання розвитку вітчизняного театрального, формування та зміцнення єдиного загальноукраїнського театрального конкурентного середовища.
Цілі і завдання фестивалю-премії:
- підвищення у суспільстві статусу театрального мистецтва;
- виявлення та популяризація найкращих творчих робіт у різних видах і жанрах театрального мистецтва України;
- сприяння розвитку театрального процесу в Україні;
- активізація театрального руху та професійної комунікації;
- зміцнення єдиного культурного простору країни і створення умов для регулярного творчого обміну;
- виявлення та підтримки нових театральних тенденцій, творчих пошуків та дієздатних експериментів;
- професійне заохочення творчої діяльності режисерів, акторів, сценографів, театральних композиторів і балетмейстерів.

Учасники: подавати заявки для включення вистави у програму Фестивалю-Премії мають право професійні театральні колективи/заклади культури різної форми власності, статутна діяльність яких пов’язана з театральним мистецтвом. Подавати заявки можуть також громадські організації, статутна діяльність яких пов’язана з театральним мистецтвом та які були зареєстровані не менше ніж за два роки до дати подання.

## Номінації

### Загальні номінації
- За найкращу драматичну виставу великої сцени;
- За найкращу виставу для дітей, підлітків та сімейного перегляду;
- За найкращу музичну виставу у жанрі опери/оперети/мюзиклу;
- За найкращу танцювальну виставу і виставу фізичного театру;
- За найкращу драматичну виставу камерної сцени (до 150 глядачів);
- За найкращу виставу на перетині мистецького синтезу і жанрів та перформативних форм;
- Тематична номінація: За найкращу виставу-рефлексію на події російсько-української війни (номінація додана з 2023 року[1]);

### Індивідуальні номінації
- За найкращу роботу акторки;
- За найкращу роботу актора;
- За найкращу режисерську роботу;
- За найкращу сценографію;
- За найкраще хореографічне рішення вистави;
- За найкраще музичне рішення вистави;
- За найкращий сучасний драматичний текст (українському драматургу/драматургині або групі авторів) (номінація додана з 2025 року [2]).

Вистави лялькового / анімаційного формату можуть бути заявлені та відзначені у всіх номінаціях.
Журі має право встановлювати та вручати спеціальні відзнаки поза рамками встановлених номінацій за узгодженням з організаторами фестивалю.

## Етапи проведення

### Оголошення
Оголошення про прийом заявок від театрів на адресу (електронну і поштову) організаторів. Оприлюднення інформації про Експертну раду (з 10 українських театральних фахівців). Заявки проходять технічний відбір оргкомітетом. На сайті публікується список учасників Фестивалю-Премії.
- 2018 рік - 70 заявок
- 2019 рік – 83 заявки
- 2020 рік – 83 заявки
- 2021 рік – 89 заявок
- 2023 рік – 134 заявки (62 прем'єри за 2021 рік, 72 прем'єри за 2022 рік)
- 2024 рік - 85 заявок

### І етап
На основі поданих від театрів і відібраних оргкомітетом заявок Експертною радою формується лонгліст учасників.
Лонгліст I Всеукраїнського театрального Фестивалю-Премії «ГРА» (2018) - 27 вистав
Лонгліст ІІ Всеукраїнського театрального Фестивалю-Премії «ГРА» (2019) - 30 вистав
Лонгліст III Всеукраїнського театрального Фестивалю-Премії «ГРА» (2020) - 28 вистав
Лонгліст IV Всеукраїнського театрального Фестивалю-Премії «ГРА» (2021) - 30 вистав
Лонгліст V Всеукраїнського театрального Фестивалю-Премії «ГРА» (2023) - 35 вистав
Лонгліст VI Всеукраїнського театрального Фестивалю-Премії «ГРА» (2024) - 35 вистав

### ІІ етап
Після перегляду Експертною радою наживо вистав з лонгліста формується шортліст учасників. Оприлюднення інформації про склад міжнародного журі.

### III етап
Фестиваль - показ вистав-фіналістів у місті (містах), обраному (-их) оргкомітетом Фестивалю-Премії. Перегляд і визначення переможців міжнародним журі.
Церемонія нагородження з врученням премій переможцям.

## Експертна рада

### І Фестиваль-Премія ГРА
Васильєв Сергій Геннадійович (театрознавець), Веселовська Ганна Іванівна (театрознавець), Вергеліс Олег Анатолійович (журналіст), Гарбузюк Майя Володимирівна (театрознавець), Липківська Анна Костівна (театрознавець), Морозова Любов Сергіївна (музикознавець), Олтаржевська Людмила Олександрівна (театрознавець), Партола Яна Вікторівна (театрознавець), Підлужна Алла Антонівна (театрознавець), Ставиченко Анна Валеріївна (музикознавець).

### ІІ Фестиваль-Премія ГРА
Анна Липківська, голова Експертної ради (театрознавець),Сергій Васильєв (театрознавець), Ганна Веселовська (театрознавець), Олег Вергеліс (театральний критик), Ольга Голинська (музикознавець), Світлана Максименко (театрознавець), Любов Морозова (музикознавець), Людмила Олтаржевська  (театрознавець), Яна Партола  (театрознавець), Алла Підлужна (театрознавець).

### III Фестиваль-Премія ГРА
Анна Липківська, голова Експертної ради (театрознавець), Юлія Бентя (музикознавиця), Ганна Веселовська (театрознавець), Ельвіра Загурська (театральна критикиня), Олена Либо (театрознавиця), Світлана Максименко (театрознавиця), Людмила Олтаржевська  (театрознавець), Віктор Рубан (режисер, хореограф), Ольга Стельмашевська (мистецтвознавиця), Юлія Сущенко (культурологиня).

### IV Фестиваль-Премія ГРА
Юлія Бентя (музикознавиця), Ганна Веселовська (театрознавець), Анастасія Гайшенець (театрознавиця), Олена Либо (театрознавиця), Людмила Олтаржевська  (театрознавець), Віктор Рубан (режисер, хореограф), Ольга Стельмашевська (мистецтвознавиця), Юлія Сущенко (культурологиня), Юлій Швець (театрознавець), Роман Лаврентій (театрознавець).

### V Фестиваль-Премія ГРА
Юлія Бентя (музикознавиця), Ганна Веселовська (театрознавець), Анна Білик (кандидатка мистецтвознавства), Сергій Васильєв (театрознавець), Роман Лаврентій (театрознавець), Людмила Олтаржевська  (театрознавець), Віктор Рубан (режисер, хореограф), Ольга Стельмашевська (мистецтвознавиця), Олександр Островський (культуролог), Юлія Щукіна (театрознавиця).

### VI Фестиваль-Премія ГРА
Юлія Бентя (музикознавиця), Ганна Веселовська (театрознавець), Сергій Васильєв (театрознавець), Роман Лаврентій (театрознавець), Людмила Олтаржевська  (театрознавець), Яна Партола  (театрознавець), Юлія Щукіна (театрознавиця), Ірина Зубченко (театрознавиця), Олексій Паляничка (театрознавець), Кристина Шишкарьова (хореограф).

### VIІ Фестиваль-Премія ГРА
Бондаренко Андрій (культуролог), Ганна Веселовська (театрознавиця), Ірина Зубченко (театрознавиця), Лілія Козинко (театрознавиця), Роман Лаврентій (театрознавець), Людмила Олтаржевська (театрознавиця), Яна Партола (театрознавиця), Юлія Рахно (театрознавиця), Єлизавета Сіренко (музикознавиця), Ганна Шерман (театрознавиця).

## Міжнародне журі

### 2018 рік (I GRA)
Моніка Кваснєвська – редактор журналу «Дидаскалія: Театральний журнал»;  ️Ніколас Пейн – директор Opera Europa; Іраклі Гогія – грузинський режисер, мистецтвознавець, художній керівник Тбіліського державного драматичного театру ім. Сандро Ахметелі; Лаура Акерлунд - генеральний директор-художній керівник Комік Опера Хельсінкі (Helsingin Koominen Ooppera) та оперний режисер.

### 2019 рік (ІI GRA)
Дітер Топп (Кельн, Німеччина) – журналіст, музикознавець і музикант, куратор, культурний менеджер і мистецький радник; Адам Бала (Варшава, Польща) – історик, педагог, громадський діяч та культурний менеджер; Бьянка Іонеску-Балло (Бухарест, Румунія) – генеральний директор Національного театру «Іон Дачіан»; Жанна Лашкевич (Мінськ, Білорусь) – театральний критик, перекладач, драматург; Томас Ірмер (Берлін, Німеччина) – драматург, публіцист, театральний критик.

### 2020 рік (ІІI GRA)
Через карактинні обмеження, спричинені пандемією Covid, оргкомітет прийняв рішення не запрошувати міжнародне журі.

### 2021 рік (IV GRA)
Фредерік Поті - режисер, продюсер та актор з Франції, Дайан Елшоут - хореографка  з Нідерландів, Беньямінас Жельвіс - співак  з Литви, Анна Корженьовська-Бігун - театральна перекладачка  з Польщі, Руї Мадейра - актор та режисер  з Португалії.

### 2023 рік (V GRA)
Маріус Івашкявічус (Литва) – драматург, прозаїк, кіносценарист і режисер; Март Меос (Естонія) – театральний продюсер, директор та засновник театру R.A.A.A.M., очільник театрального центру SA Vaba Lava; Софія Ниблом (Швеція) – журналістка, арткритикиня, продюсерка; Лєна Творковська  (Польща) – проєктна менеджерка, кураторка, театральна продюсерка; Себастіан Шварц (Німеччина/Італія) – театральний менеджер, художній керівник Festival della Valle d’Itria та Belcanto Academy «Rodolfo Celletti» в Мартіна-Франка (Італія).

### 2024 рік (VI GRA)
Ева Баль (Польща) – асоційована професорка факультету польської мови Ягеллонського університету, очільниця Дослідницького центру локальних культур; Йорґен Кнудсен (Норвегія) – дипломований мистецтво- та театрознавець, художній керівник театру Black Box в Осло, мультижанровий композитор; Мееліс Ойдсалу (Естонія) – естонський театральний критик та журналіст, головний редактор вебпорталу оборонних новин balticsentinel.eu, співавтор та ведучий подкасту про театральне мистецтво Teatrivaht на культурному порталі ERR; Гінріікка Ліндквіст (Фінляндія) – виконавча директорка Nordic Drama Corner, працювала гастрольною менеджеркою, продюсеркою та проєктною координаторкою у сфері перформативних мистецтв.

## Лауреати

### 2023 рік (V GRA)

#### ЗАГАЛЬНІ НОМІНАЦІЇ
- «За найкращу драматичну виставу»: «Зерносховище», режисер Максим Голенко  (Рівненський обласний академічний музично-драматичний театр)[16][17];
- «За найкращу камерну виставу»: «Білка, яка прожила 100 років», режисер Стас Жирков (Київський академічний театр «Золоті ворота»)[18][19];
- «За найкращу виставу на перетині театральних жанрів, мистецького синтезу і перформативних форм»: «146 зірок, видимих неозброєним оком», режисер Дмитро Захоженко (Львівський академічний драматичний театр імені Лесі Українки)[20][21][22];
- «За найкращу виставу-рефлексію на події російсько-української війни»: «Нехай щастить», режисер Степан Пасічник (Харківський державний академічний український драматичний театр ім. Т.Г. Шевченка)[23][24][25][26].

#### Індивідуальні номінації
- «За найкращу жіночу роль»: Віталіна Біблів за роль Фрекен Бок у виставі «Білка, яка прожила 100 років» (Київський академічний театр «Золоті ворота»)[27][28];
- «За найкращу чоловічу роль»: Марк Дробот за роль Книжника Мортка у виставі «Зерносховище» (Рівненський обласний академічний музично-драматичний театр)[29][30][31];
- «За найкращу режисерську роботу»: Максим Голенко за виставу «Зерносховище» (Рівненський обласний академічний музично-драматичний театр)[32];
- «За найкращу сценографію»: Юлія Заулична за сценографію до вистави «Лісова пісня на полі крові» (Івано-Франківський національний академічний драматичний театр ім. Івана Франка)[33][34];
- «За найкраще хореографічне рішення вистави»: журі вирішило скористатися правом не визначати переможця.
- «За найкраще музичне рішення вистави»: Станіслав Лозовський та тріо «Веремія» за музичне і звукове оформлення до вистави «Зерносховище» (Рівненський обласний академічний музично-драматичний театр)[35];
- Спеціальний приз журі: Олег Михайлов за п’єсу «Справжня історія Фрекен Гільдур Бок, однолітки сторіччя»[36][37].

### 2024 рік (VІ GRA)

#### Загальні номінації
- «За найкращу драматичну виставу»: «Вороги. Історія любові»[38] (Національний академічний український драматичний театр імені Марії Заньковецької)
- «За найкращу камерну виставу (до 150 глядачів)»: «Кортес»[39] (Київський академічний театр «Золоті ворота»)
- «За найкращу виставу для дітей»: «Жираф Монс»[40] (Харківський державний академічний театр ляльок імені В. А. Афанасьєва)
- «За найкращу музичну виставу у жанрі опери/оперети/мюзиклу»:«Тигролови»[41] (Київський національний академічний театр оперети)
- «За найкращу танцювальну виставу і виставу фізичного театру»: «Тіні забутих предків»[42] (Львівський національний академічний театр опери та балету імені Соломії Крушельницької)
- «За  найкращу виставу на перетині театральних жанрів, мистецького синтезу і перформативних форм»: «Веселка на Салтівці»[43] (Харківський альтернативний театр «Нафта»)
- «За найкращу виставу-рефлексію на події російсько-української війни»: «Доця»[44] (Національний академічний український драматичний театр імені Марії Заньковецької)

#### Індивідуальні номінації
- «За найкращу жіночу роль»: Соломія Кирилова за роль Доці у виставі «Доця»[45] Національний академічний український драматичний театр імені Марії Заньковецької
- «За найкращу чоловічу роль»: Андрій Кравчук за роль у виставі «Клуб «Зневіра»[46] Львівський академічний драматичний театр імені Лесі Українки
- «За найкращу режисерську роботу»: Тетяна Губрій за виставу «Кортес»[47] Київський академічний театр «Золоті ворота»
- «За найкращу сценографію»: Костянтин Зоркін за сценографію до вистави «Жираф Монс»[48] Харківський державний академічний театр ляльок імені В. А. Афанасьєва
- «За найкраще хореографічне рішення вистави»: Артем Шошин за хореографію до вистави «Тіні забутих предків»[49] Львівський національний академічний театр опери та балету імені Соломії Крушельницької
- «За найкраще музичне рішення вистави»: Іван Кондратов та Віктор Кондратов за музику до вистави «Веселка на Салтівці»[50] Харківський альтернативний театр «Нафта»
- Спеціальний приз журі «За найкращу сучасну п’єсу»: Лєна Лягушонкова за п’єсу «Кортес»[51]
- Відзнака журі «За краще використання простору для сценічної оповіді»: «Дзяди»[52] Івано-Франківський національний академічний драматичний театр ім. Івана Франка